# Háttlausa
Háttlausa (nórdico antiguo: sin forma) fue un tipo de composición en la poesía escáldica, similar a fornyrðislag, pero que se distinguía por la carencia de asonancia aunque cumplía con las normas de aliteración (dróttkvætt).